# Oscar Huber
Die Oscar Huber ist ein Seitenrad-Schleppdampfer, der heute als Museumsschiff im Vinckekanal in Duisburg-Ruhrort liegt. Das Schiff ist der letzte erhaltene Raddampfer auf dem Rhein, es gehört zum Museum der Deutschen Binnenschifffahrt am weiter nördlich gelegenen Eisenbahnhafen.

## Geschichte
Der Seitenrad-Schleppdampfer wurde 1921/22 in Duisburg auf der Werft Ewald Berninghaus für die Firma H. P. Disch in Duisburg-Ruhrort erbaut. Er trug zunächst den Namen H. P. Disch VIII – Wilhelm von Oswald. Nach der Auflösung dieser Reederei übernahm die  Reederei Raab Karcher den Schlepper als RK XIV. Ab 1927 führte er zusätzlich den Namen Fritz Thyssen, seit 1940 heißt das Schiff RK XIV-Oscar Huber, nach dem ehemaligen Geschäftsführer der Raab Karcher GmbH in Karlsruhe, Oskar (Oscar) Huber (1881–1957), Enkel von Ernst Huber (1815–1895), Firmenmitbegründer der Kohleneinkaufsgemeinschaft  Raab, Karsch & Cie. (1848) in Kaiserslautern, ab 1881 Raab, Karcher & Cie. genannt.
Im März 1945 wurde die Oscar Huber auf Wehrmachtsbefehl von der eigenen Besatzung bei Oberwesel auf Grund gesetzt, bereits 1946 aber wieder gehoben und – ohne größere Reparaturen – im Jahre 1947 erneut in Dienst gestellt.
In den folgenden Jahren ging die Zahl der Radschleppdampfer auf dem Rhein allmählich zurück. Obwohl die Befeuerung der Oscar Huber im Jahre 1955 von Kohle auf Heizöl umgestellt worden war, erwies sich das Schiff im Betrieb als zu aufwendig. Im Jahr 1962 ist es in einigen Szenen des US-amerikanischen Films „Die Wunderwelt der Gebrüder Grimm“ zu sehen. Der letzte Schleppeinsatz erfolgte 1966.
Im Jahre 1968 wurde ein Verein gegründet, der sich zum Ziel setzte, die Oscar Huber als letzten Radschleppdampfer auf dem Rhein zu erhalten. Diesem „Verein zur Erhaltung des Radschleppdampfers Oscar Huber e. V., Duisburg-Ruhrort“ gelang es zunächst unter maßgeblicher Beteiligung der Firma Raab Karcher, das Räderboot als Fahrgastschiff mit einer zulässigen Fahrgastzahl von 150 Personen für weitere drei Jahre in Fahrt zu halten. Die jährlichen Unterhaltungskosten überforderten jedoch rasch die Finanzkraft des Vereins, so dass eine Stilllegung und Verschrottung des Schiffes unvermeidlich schienen.
Dank des Einsatzes der bürgerschaftlichen und politischen Gremien ging die Oscar Huber mit Wirkung vom 1. Oktober 1971 in den Besitz der Stadt Duisburg über. Nach umfangreichen Überholungs- und Umbauarbeiten auf der Filialwerft des Erbauers Berninghaus in Köln-Deutz wurde das Räderboot im April 1973 nach Duisburg-Ruhrort verschleppt, wo es einen Liegeplatz im Hafenmund nahe der Schifferbörse erhielt.
Am 19. Mai 1974 konnte an Bord der Oscar Huber das erste Duisburger Schifffahrtsmuseum offiziell eröffnet werden.
Mit der Eröffnung des 1977 begründeten „Museums der Deutschen Binnenschifffahrt Duisburg-Ruhrort“ in den Räumlichkeiten des ehemaligen Ruhrorter Rathauses am 25. Mai 1979 verlor das Schiff seine Eigenständigkeit als Museum und wurde dem neuen Schifffahrtsmuseum angegliedert.

Die Oscar Huber, Teilansicht © Privatarchiv Andreas Huber, Essen

Der Radschleppdampfer Oscar Huber muss heute als ein technik- und verkehrsgeschichtliches Denkmal ersten Ranges gewertet werden. Er ist der letzte im Original erhaltene Vertreter eines Schiffstyps, der über einen Zeitraum von mehr als 100 Jahren durch den rationellen Transport von Massengütern einen wesentlichen Beitrag zur wirtschaftlichen Entfaltung des Rheinstromgebietes geleistet hat.
Als noch mit Kohle gefeuert wurde, bestand die Besatzung aus insgesamt 15 Mann, darunter Kapitän, Steuermann, Rudergänger, zwei Maschinisten, drei Matrosen, vier bis sechs Heizern und dem Menagemann, der sich als Koch betätigte und für die Beschaffung des Proviants zuständig war. Nach der Umstellung auf Heizöl befanden sich nur noch acht Mann an Bord: Kapitän, Steuermann, Rudergänger, zwei Maschinisten, zwei Matrosen und ein Menagemann.

## Umbauten
An der Backbordseite wurde unter Deck ein Durchgang geschaffen, der es dem Museumsbesucher ermöglicht, vor allem Kessel- und Maschinenräume als Ganzes zu betrachten. Hinzu kamen Ausstellungsräume im Vorschiff (ehemaliges Mannschaftsquartier) so wie in Vor- und Achterschiff in den früheren Öltanks. Die ehemaligen Wohnräume des Kapitäns wurden zu einem Sitzungsraum umgestaltet.

## Schiffsdaten
- Tragfähigkeit: ca. 200 t
- Anker: Buganker (Stockanker, 1280 kg), Heckanker (Klippanker, 710 kg), drei Notanker am Bug: zwei Stockanker an Backbord und Steuerbord (je 1135 kg) und ein Klippanker (680 kg) an Backbord.
- Länge: 75 m (über Bugspriet und Steuerruder gemessen etwa 80 m)
- Breite: 9 m (über Deck) bzw. 20,75 m (über die Radkästen gemessen).
- Tiefgang: 1,55 m (in beladenem Zustand).
- Maschine: 3-Zylinder-Kolbendampfmaschine (Hoch-, Mittel-, Niederdruck) mit einer Leistung von 1550 PS und einer Schleppkraft von 5000–6000 Tonnen. Dies entsprach einem Schleppzug von 5 – 7 Kähnen, von denen jeder einzelne mit einer besonderen Stahltrosse vom Schlepper gezogen wurde.
- Feuerung: Bis zum Jahre 1955 mit Kohle, später mit schwerem Heizöl, 4 Kessel, ab 1955 nur noch 2 große Kessel mit einer Gesamtheizfläche von 500,50 m².
- Kohleverbrauch für eine Fahrt von Duisburg-Ruhrort nach Rotterdam und zurück (Dauer ca. 6 Tage): 70 Tonnen.
- Heizölverbrauch für eine Fahrt von Duisburg-Ruhrort nach Karlsruhe und zurück (Dauer ca. 11 Tage: 60 – 70 Tonnen).
- Schornstein (Kamin): Durchmesser 1,50 m, Höhe über Deck 9,10 m, beide Kamine konnten bei Bedarf umgelegt werden, z. B. beim Passieren von Brücken bei Hochwasser.
- Radkästen: Breite 5,60 m; Länge 5,60 m.
- Schaufelräder: Je sieben Schaufeln an einem Rad. Breite des Schaufelrades 5,20 m. Die Räder liefen mit 33 Umdrehungen pro Minute. Der Antrieb durch die Dampfmaschine erfolgte über eine 30 cm starke Welle.

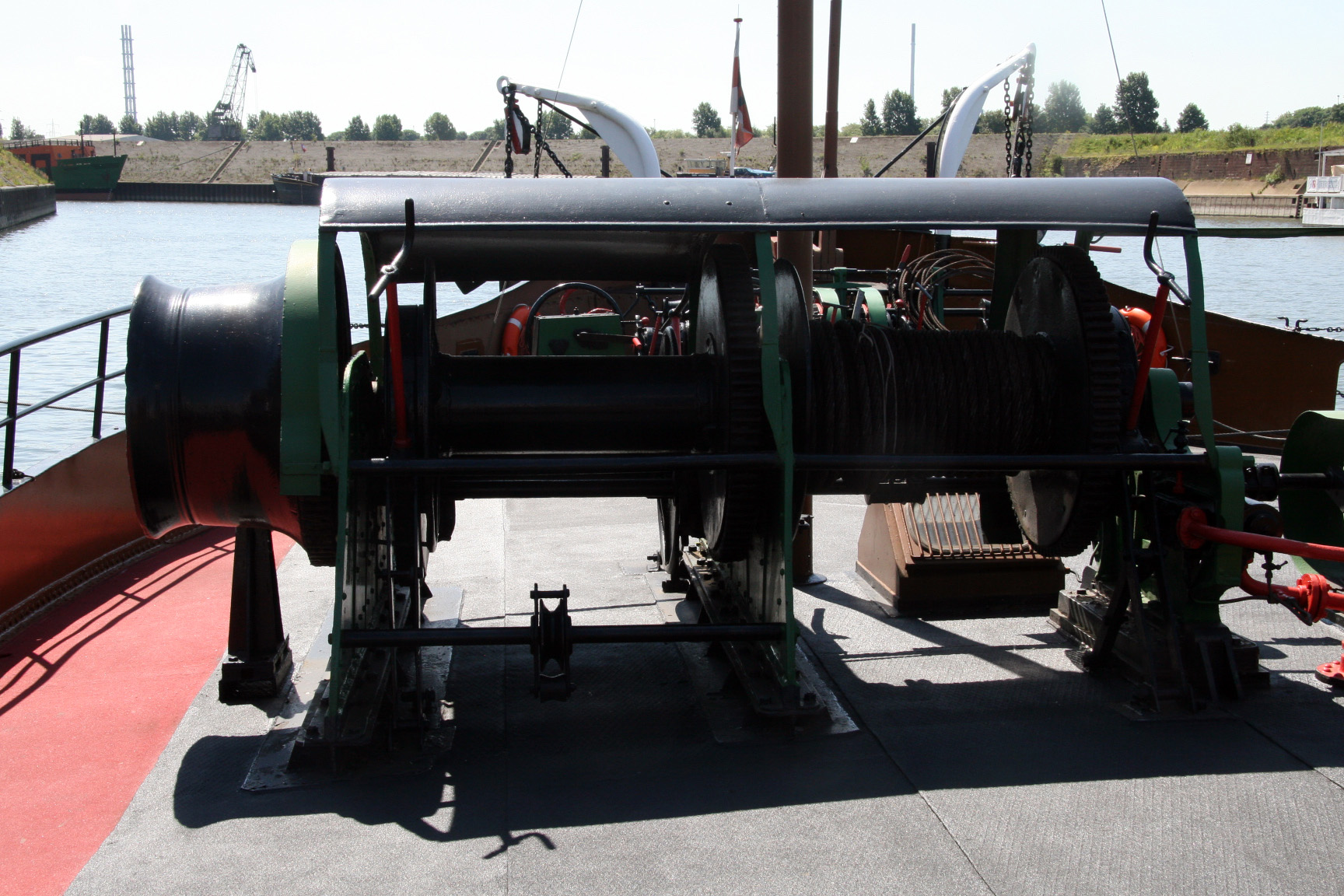
Strangwinden
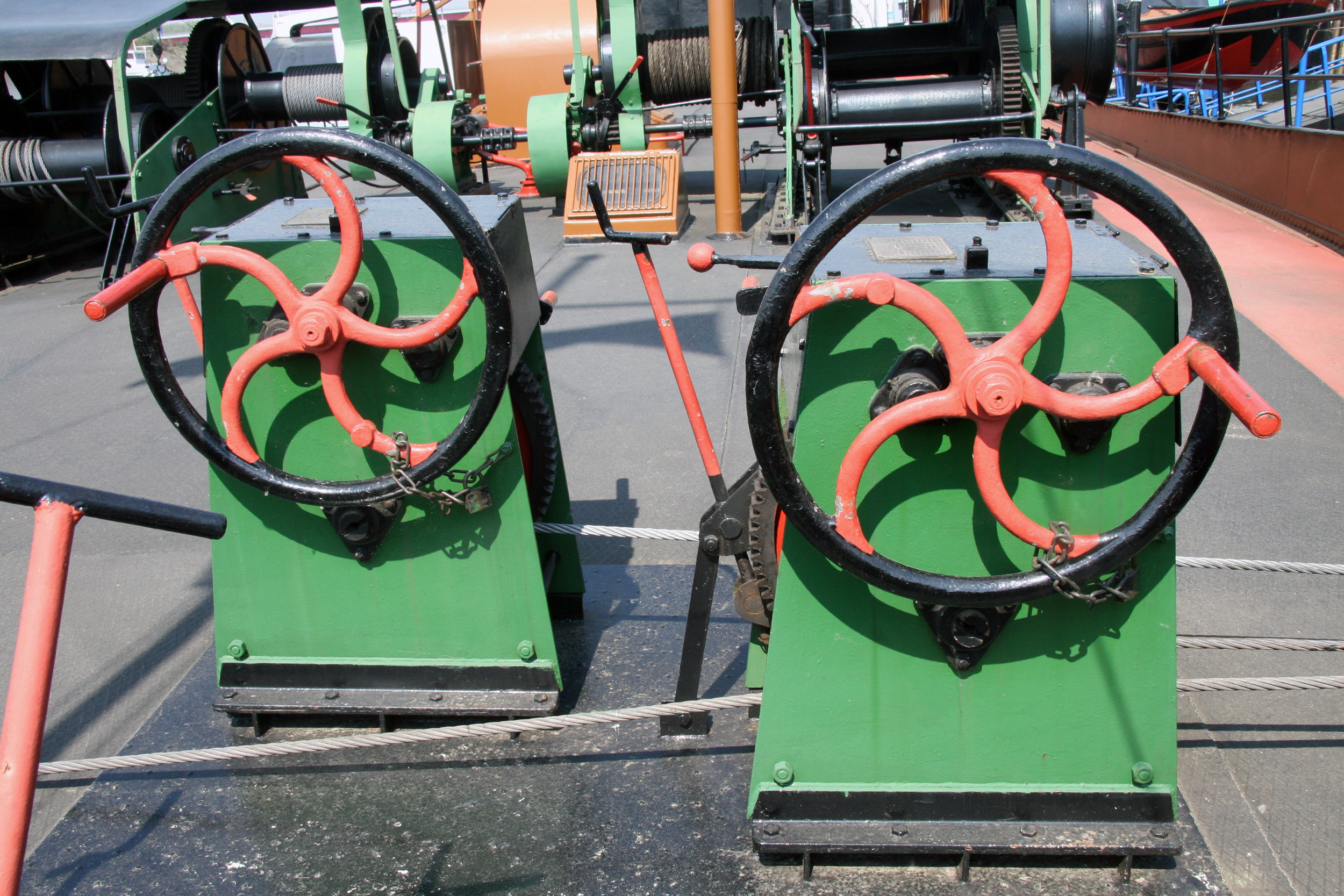
Verholwinden
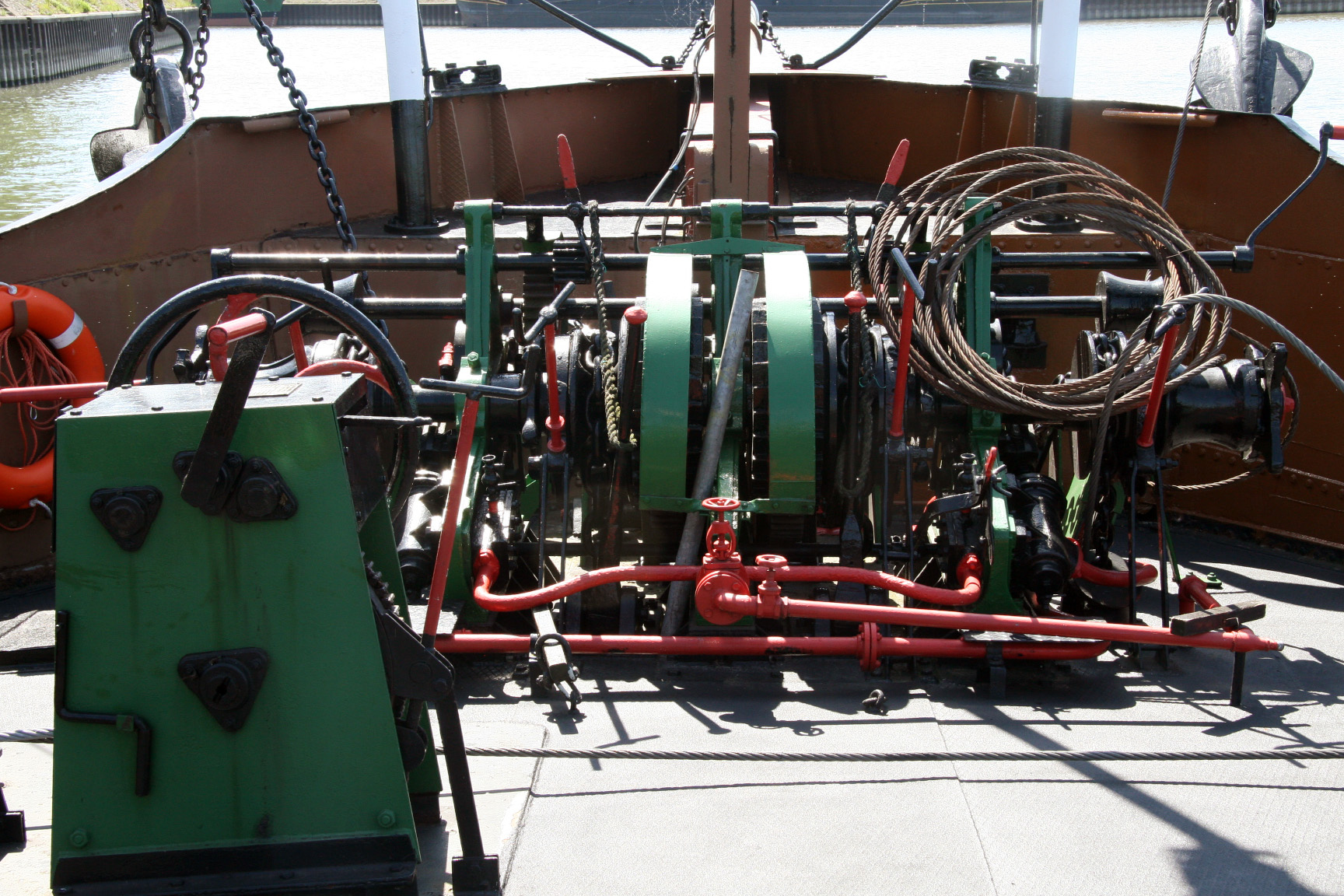
Dampfankerwinde
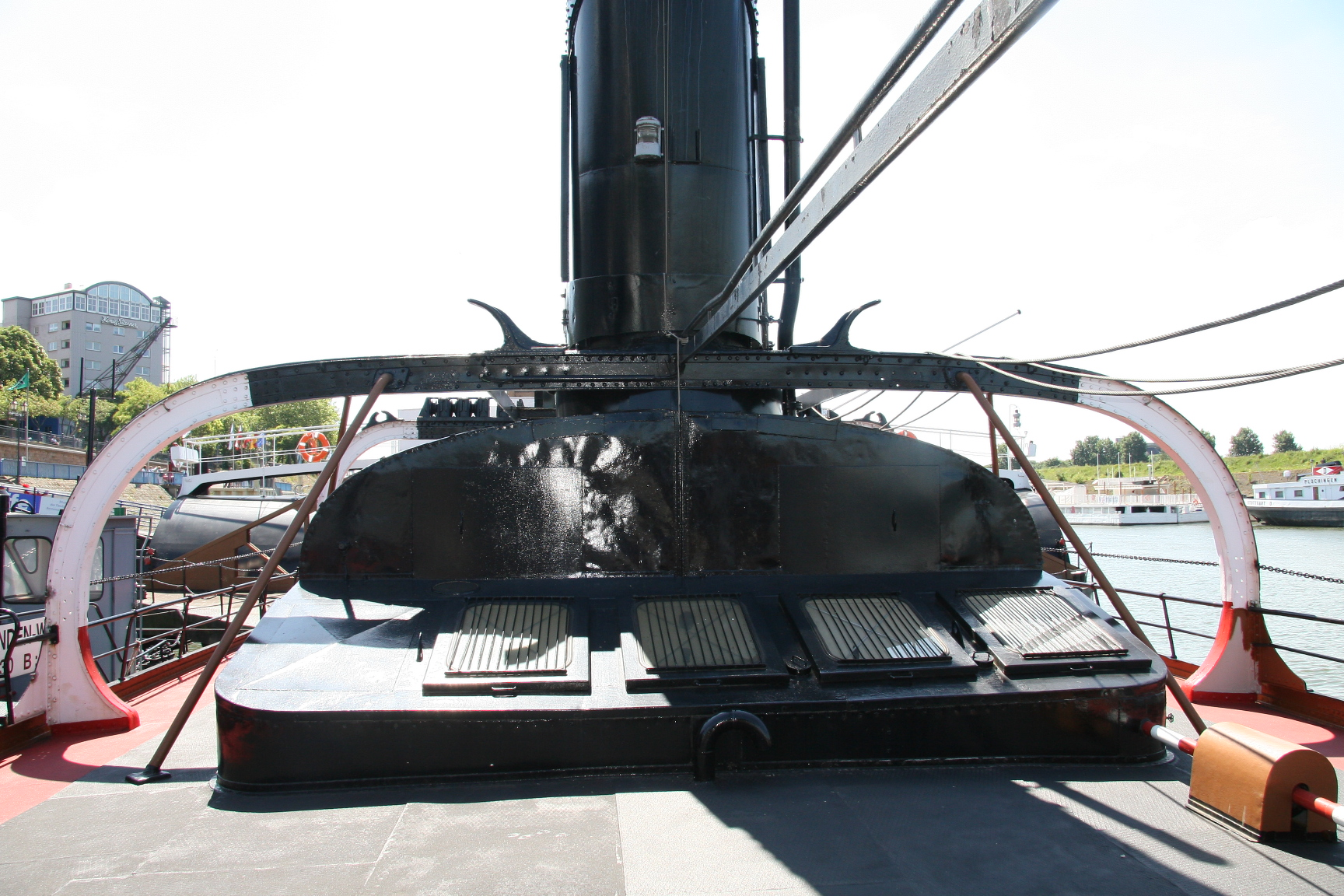
Überläufer auf dem Achterdeck